# Dirhinus ehrhorni
Dirhinus ehrhorni is een vliesvleugelig insect uit de familie bronswespen (Chalcididae). De wetenschappelijke naam is voor het eerst geldig gepubliceerd in 1913 door Silvestri.